# Isaiah Bowman
Isaiah Bowman (26 de diciembre de 1878 - 6 de enero de 1950) fue un geógrafo canadiense radicado en Estados Unidos. 

## Resumen biográfico
Nacido en Waterloo, Ontario, Canadá, estudió en las universidades de Harvard y Yale entre 1905 y 1915, siendo uno de los discípulos de William Morris Davis. Luego fue nombrado director de la American Geographical Society, cargo que mantuvo por veinte años de 1915 a 1935. Fue jefe de asesores de asuntos territoriales del presidente Woodrow Wilson en la Conferencia de Versalles y actuó como asesor del Departamento de Estado durante la Segunda Guerra Mundial. Falleció en Baltimore, Maryland.

## Carrera
Bowman escribió varios textos de su especialidad, entre los que destacan:
- 1911 Fisiografía de bosques.
- 1911 Métodos de drenaje.
- 1915 Sudamérica.
- 1916 Los Andes del sur del Perú.
- 1921 Los problemas del nuevo mundo en geografía política.

En 1916 comenzó como editor asociado de Geographical Review. Fue también editor asociado de Journal of Geography entre 1918 y 1919 y editor entre 1919 y 1920. Em 1921 fue designado director del recientemente constituido Concejo de Relaciones Exteriores de Estados Unidos. Además trabajó como presidente de la Universidad Johns Hopkins en Baltimore de 1925 a 1948. Antes y durante la Segunda Guerra Mundial trabajó en los estudios de Guerra y Paz del Concejo de Relaciones Exteriores como responsable de su grupo territorial. 
De 1945 a 1949 fue viepresidente del Consejo.

## Expediciones Bowman
Desde 2005, la American Geographical Society ha colaborado en el lanzamiento de un programa de colaboración internacional denominado Expediciones Bowman en honor al personaje, incluyendo la advertencia al gobierno estadounidense sobre conflictos futuros en el territorio de otros países. El primer proyecto, localizado en México, se ha denominado México Indígena, y ha generado notable controversia, incluyendo una declaración pública de la Unión de organizaciones de Sierra Juérez de Oaxaca, denunciando la falta de información sobre el financiamiento del programa por parte del Departamento de Defensa de Estados Unidos, vía la oficina de Servicios militares exteriores del ejército de los Estados Unidos.